# Juventudes Comunistas de Chile
Le Juventudes Comunistas de Chile (JJCC, lett. "Gioventù Comuniste del Cile") sono l'ala giovanile del Partito Comunista del Cile. Conosciuta anche come "La Jota", l'organizzazione è stata fondata nel 1932. 
Sono membri della JJCC, i giovani dai 14 ai 28 anni. L'organizzazione conta attualmente una presenza nazionale e più di 5.000 militanti.